# Xyleborus
Xyleborus är ett släkte av skalbaggar som beskrevs av Eichhoff 1864. Xyleborus ingår i familjen vivlar.

## Dottertaxa tillXyleborus, i alfabetisk ordning[1][2]
- Xyleborus abberrans
- Xyleborus abbreviata
- Xyleborus abbreviatipennis
- Xyleborus abnormis
- Xyleborus abruptoides
- Xyleborus abruptulus
- Xyleborus abruptus
- Xyleborus abscissus
- Xyleborus acanthodes
- Xyleborus acanthurus
- Xyleborus acanthus
- Xyleborus accomodatus
- Xyleborus aceris
- Xyleborus aclinis
- Xyleborus acuminatus
- Xyleborus acuticornis
- Xyleborus acutus
- Xyleborus adamsoni
- Xyleborus addendus
- Xyleborus adelographus
- Xyleborus adjunctus
- Xyleborus adossuarius
- Xyleborus adspersus
- Xyleborus adumbratus
- Xyleborus adunculus
- Xyleborus aduncus
- Xyleborus adusticollis
- Xyleborus adustus
- Xyleborus aegir
- Xyleborus aequalis
- Xyleborus aequatorensis
- Xyleborus aesculi
- Xyleborus affinis
- Xyleborus africanus
- Xyleborus agamus
- Xyleborus agathis
- Xyleborus aglaiae
- Xyleborus agnaticeps
- Xyleborus agnatus
- Xyleborus agraphus
- Xyleborus albizzianus
- Xyleborus algidus
- Xyleborus alienus
- Xyleborus allecta
- Xyleborus alluaudi
- Xyleborus alni
- Xyleborus alpha
- Xyleborus alpinus
- Xyleborus alsapanicus
- Xyleborus alter
- Xyleborus alternans
- Xyleborus altilis
- Xyleborus amanicus
- Xyleborus amarantum
- Xyleborus ambasinotatus
- Xyleborus ambasipennis
- Xyleborus ambasius
- Xyleborus ambasiusculus
- Xyleborus amoenus
- Xyleborus amorphus
- Xyleborus amphicauda
- Xyleborus amphicranoides
- Xyleborus amphicranulus
- Xyleborus amplexicauda
- Xyleborus amplicollis
- Xyleborus amputatus
- Xyleborus analis
- Xyleborus analogus
- Xyleborus andamanensis
- Xyleborus andrewesi
- Xyleborus andriani
- Xyleborus anepotulus
- Xyleborus angolensis
- Xyleborus angustatulus
- Xyleborus angustatus
- Xyleborus angustior
- Xyleborus anisandrus
- Xyleborus anisopterae
- Xyleborus ankius
- Xyleborus annectens
- Xyleborus annexus
- Xyleborus anomalus
- Xyleborus anoplum
- Xyleborus antaisaka
- Xyleborus antanala
- Xyleborus apertus
- Xyleborus apicalis
- Xyleborus apicenotatus
- Xyleborus apicipenne
- Xyleborus apiculatus
- Xyleborus aplanatideclivis
- Xyleborus aplanatus
- Xyleborus approximatus
- Xyleborus aquilus
- Xyleborus araujiae
- Xyleborus arbuti
- Xyleborus arcticollis
- Xyleborus arcturus
- Xyleborus arduus
- Xyleborus argentinensis
- Xyleborus aries
- Xyleborus armaticeps
- Xyleborus armatus
- Xyleborus armifer
- Xyleborus armiger
- Xyleborus armillatus
- Xyleborus armipennis
- Xyleborus arquatus
- Xyleborus artecomans
- Xyleborus artecuneolus
- Xyleborus artecylindrus
- Xyleborus artegranulatus
- Xyleborus artegrapha
- Xyleborus artehybridus
- Xyleborus artelaevis
- Xyleborus artelineatus
- Xyleborus artelongus
- Xyleborus artemarginatus
- Xyleborus artespinulosus
- Xyleborus artestriatus
- Xyleborus artetenuis
- Xyleborus artifex
- Xyleborus ashuensis
- Xyleborus asper
- Xyleborus asperatus
- Xyleborus aspericauda
- Xyleborus asperipennis
- Xyleborus asperipunctatus
- Xyleborus asperrimus
- Xyleborus aspersus
- Xyleborus asperulus
- Xyleborus assamensis
- Xyleborus assiduus
- Xyleborus assimilis
- Xyleborus associatus
- Xyleborus astutus
- Xyleborus atava
- Xyleborus ater
- Xyleborus aterrimus
- Xyleborus atratus
- Xyleborus attenuatus
- Xyleborus auratus
- Xyleborus aurilegulus
- Xyleborus australis
- Xyleborus baculum
- Xyleborus badius
- Xyleborus balanocarpi
- Xyleborus balbalanus
- Xyleborus bambesanus
- Xyleborus banjoewangi
- Xyleborus banksiae
- Xyleborus barbatogranosus
- Xyleborus barbatoides
- Xyleborus barbatomorphus
- Xyleborus barbatulus
- Xyleborus barbatus
- Xyleborus barumbuensis
- Xyleborus basalis
- Xyleborus batoensis
- Xyleborus beckeri
- Xyleborus bella
- Xyleborus benguetensis
- Xyleborus betsileo
- Xyleborus bezanozano
- Xyleborus bicinctulus
- Xyleborus bicinctum
- Xyleborus bicinctus
- Xyleborus bicolor
- Xyleborus biconicus
- Xyleborus bicornatulus
- Xyleborus bicornioides
- Xyleborus bicornis
- Xyleborus bicornutus
- Xyleborus bicostatus
- Xyleborus bicuspis
- Xyleborus bidentatus
- Xyleborus bimaculatus
- Xyleborus biographus
- Xyleborus birmanus
- Xyleborus biseriatus
- Xyleborus bismarcensis
- Xyleborus bispinatus
- Xyleborus bispinosulus
- Xyleborus bispinus
- Xyleborus bituberculatum
- Xyleborus biuncus
- Xyleborus blandus
- Xyleborus bobiriae
- Xyleborus bodoanus
- Xyleborus boeni
- Xyleborus bolivianus
- Xyleborus borneensis
- Xyleborus bostrichoides
- Xyleborus brasiliensis
- Xyleborus brevicollis
- Xyleborus brevidentatus
- Xyleborus brevipennis
- Xyleborus brevipilosus
- Xyleborus brevis
- Xyleborus brevius
- Xyleborus breviusculus
- Xyleborus brighti
- Xyleborus brownei
- Xyleborus brunneipes
- Xyleborus brunneus
- Xyleborus bryanti
- Xyleborus bucco
- Xyleborus burgdorfi
- Xyleborus burmanicus
- Xyleborus buscki
- Xyleborus butamali
- Xyleborus buxtoni
- Xyleborus cachani
- Xyleborus cachoeirinhae
- Xyleborus cacuminatus
- Xyleborus caelator
- Xyleborus caelebs
- Xyleborus calamoides
- Xyleborus californicus
- Xyleborus calvus
- Xyleborus camela
- Xyleborus camerunus
- Xyleborus camopinus
- Xyleborus camphorae
- Xyleborus canadensis
- Xyleborus canarii
- Xyleborus canarivorus
- Xyleborus cancellatus
- Xyleborus canus
- Xyleborus capensis
- Xyleborus capito
- Xyleborus capucinoides
- Xyleborus capucinus
- Xyleborus caraibicus
- Xyleborus carbonarius
- Xyleborus carinensis
- Xyleborus carinipennis
- Xyleborus carinulatus
- Xyleborus catharinensis
- Xyleborus catulus
- Xyleborus caudatus
- Xyleborus cavatus
- Xyleborus cavuloides
- Xyleborus cavulus
- Xyleborus celsoides
- Xyleborus celsus
- Xyleborus ceramensis
- Xyleborus cerasi
- Xyleborus chimbui
- Xyleborus chrysophylli
- Xyleborus chujoi
- Xyleborus ciliatoformis
- Xyleborus ciliatus
- Xyleborus cinchonae
- Xyleborus cinctipennis
- Xyleborus cinctipes
- Xyleborus circulicauda
- Xyleborus circumcisulus
- Xyleborus circumcisum
- Xyleborus circumdentatus
- Xyleborus circumspinosus
- Xyleborus citri
- Xyleborus clerodendronae
- Xyleborus coartatus
- Xyleborus coccotrypoides
- Xyleborus cofeicola
- Xyleborus coffeae
- Xyleborus coffeiceus
- Xyleborus coffeivorus
- Xyleborus cognatus
- Xyleborus collaris
- Xyleborus collarti
- Xyleborus collis
- Xyleborus colossus
- Xyleborus comans
- Xyleborus commixtus
- Xyleborus compactus
- Xyleborus comparabilis
- Xyleborus comptus
- Xyleborus concentus
- Xyleborus concinnus
- Xyleborus concisus
- Xyleborus concitatus
- Xyleborus conditus
- Xyleborus confinis
- Xyleborus confluens
- Xyleborus conformis
- Xyleborus confusus
- Xyleborus congonus
- Xyleborus congruens
- Xyleborus conidens
- Xyleborus conifer
- Xyleborus conradti
- Xyleborus consimilis
- Xyleborus consobrinus
- Xyleborus conspeciens
- Xyleborus conspectus
- Xyleborus consularis
- Xyleborus continentalis
- Xyleborus convexicauda
- Xyleborus cordatus
- Xyleborus corniculatulus
- Xyleborus corniculatus
- Xyleborus cornivorus
- Xyleborus cornutus
- Xyleborus coronatus
- Xyleborus corporaali
- Xyleborus corpulentus
- Xyleborus corrugatum
- Xyleborus corruptus
- Xyleborus corthyloides
- Xyleborus costaricensis
- Xyleborus costatomorphus
- Xyleborus costipennis
- Xyleborus costulatus
- Xyleborus covinus
- Xyleborus crassitarsus
- Xyleborus crassus
- Xyleborus crenatus
- Xyleborus crenulatus
- Xyleborus cribratus
- Xyleborus cribripennis
- Xyleborus crinitulus
- Xyleborus crinitus
- Xyleborus cristatuloides
- Xyleborus cristatulus
- Xyleborus cristatus
- Xyleborus criticus
- Xyleborus cruciatus
- Xyleborus crucifer
- Xyleborus cruciferinum
- Xyleborus cruciforme
- Xyleborus crucipenne
- Xyleborus cruralis
- Xyleborus cryphaloides
- Xyleborus cryptographus
- Xyleborus cucullatus
- Xyleborus cuneatus
- Xyleborus cuneidentis
- Xyleborus cuneiformis
- Xyleborus cuneipennis
- Xyleborus cuneolosus
- Xyleborus cuneolus
- Xyleborus cupulatus
- Xyleborus curtidentis
- Xyleborus curtuloides
- Xyleborus curtulus
- Xyleborus curtus
- Xyleborus curvatus
- Xyleborus curvidentis
- Xyleborus curvipenne
- Xyleborus cuspidus
- Xyleborus cyclopus
- Xyleborus cylindrica
- Xyleborus cylindriformis
- Xyleborus cylindripennis
- Xyleborus cylindromorphus
- Xyleborus cylindrus
- Xyleborus dalbergiae
- Xyleborus daosi
- Xyleborus darwini
- Xyleborus dasyurus
- Xyleborus dearmatus
- Xyleborus decipiens
- Xyleborus declivigranulatus
- Xyleborus declivis
- Xyleborus declivispinatus
- Xyleborus decorus
- Xyleborus decumans
- Xyleborus defensus
- Xyleborus deformatus
- Xyleborus delicatum
- Xyleborus demissus
- Xyleborus densatus
- Xyleborus denseseriatus
- Xyleborus densicornis
- Xyleborus dentatulus
- Xyleborus dentatus
- Xyleborus dentellus
- Xyleborus dentibaris
- Xyleborus dentipennis
- Xyleborus deplanatulus
- Xyleborus deplanatus
- Xyleborus depressurus
- Xyleborus depressus
- Xyleborus derelictus
- Xyleborus derupteterminatus
- Xyleborus deruptulus
- Xyleborus desectus
- Xyleborus desertus
- Xyleborus despectus
- Xyleborus destrictum
- Xyleborus destruens
- Xyleborus detectus
- Xyleborus detritus
- Xyleborus devexulus
- Xyleborus devexus
- Xyleborus devius
- Xyleborus diapiformis
- Xyleborus dichrous
- Xyleborus difficilis
- Xyleborus diglyptus
- Xyleborus dihingensis
- Xyleborus dilatatiformis
- Xyleborus dilatatulus
- Xyleborus dilatatus
- Xyleborus diligens
- Xyleborus dimidiatus
- Xyleborus discolor
- Xyleborus discrepans
- Xyleborus discretus
- Xyleborus dispar
- Xyleborus dissidens
- Xyleborus dissimulatus
- Xyleborus distinguendus
- Xyleborus diversepilosus
- Xyleborus diversicolor
- Xyleborus diversipennis
- Xyleborus diversus
- Xyleborus docta
- Xyleborus doliaris
- Xyleborus dolosus
- Xyleborus donisthorpi
- Xyleborus dorsalis
- Xyleborus dorsosulcatus
- Xyleborus dossuarius
- Xyleborus dryographus
- Xyleborus dubiosus
- Xyleborus dubius
- Xyleborus duodecimspinatus
- Xyleborus duplex
- Xyleborus duplicatus
- Xyleborus duploarmatus
- Xyleborus duponti
- Xyleborus duprezi
- Xyleborus ebenus
- Xyleborus ebriosus
- Xyleborus eccoptopterus
- Xyleborus eggersi
- Xyleborus eggersianus
- Xyleborus eichhoffi
- Xyleborus eichhoffianus
- Xyleborus elegans
- Xyleborus elevatus
- Xyleborus elongatus
- Xyleborus emarginatus
- Xyleborus erinacea
- Xyleborus erygraphus
- Xyleborus eucalyptica
- Xyleborus eugeniae
- Xyleborus eupatorii
- Xyleborus eurygraphus
- Xyleborus exactus
- Xyleborus exaratus
- Xyleborus excavatus
- Xyleborus excavus
- Xyleborus exesus
- Xyleborus exilis
- Xyleborus eximius
- Xyleborus exsculpta
- Xyleborus exsectus
- Xyleborus extensa
- Xyleborus exutus
- Xyleborus fabricii
- Xyleborus facetus
- Xyleborus falcarius
- Xyleborus fallaciosus
- Xyleborus fallax
- Xyleborus fallaxoides
- Xyleborus falsus
- Xyleborus familiaris
- Xyleborus fastigatus
- Xyleborus felix
- Xyleborus femoratus
- Xyleborus ferinus
- Xyleborus ferox
- Xyleborus ferrugineus
- Xyleborus festivus
- Xyleborus ficus
- Xyleborus figuratus
- Xyleborus fijianus
- Xyleborus filiformis
- Xyleborus fischeri
- Xyleborus fitchi
- Xyleborus flavipennis
- Xyleborus flavopilosus
- Xyleborus flexiocostatus
- Xyleborus flohri
- Xyleborus floridensis
- Xyleborus foederatus
- Xyleborus foersteri
- Xyleborus forcipatus
- Xyleborus forficatus
- Xyleborus forficuloides
- Xyleborus forficulus
- Xyleborus formosae
- Xyleborus formosanus
- Xyleborus fornicatior
- Xyleborus fornicatus
- Xyleborus fouqueti
- Xyleborus foveicollis
- Xyleborus fragosus
- Xyleborus fraterculus
- Xyleborus fraternus
- Xyleborus frigidus
- Xyleborus fukiensis
- Xyleborus fulgens
- Xyleborus fuliginosus
- Xyleborus fulvulus
- Xyleborus fulvus
- Xyleborus funebris
- Xyleborus funereus
- Xyleborus funestus
- Xyleborus fuscatus
- Xyleborus fuscipilosus
- Xyleborus fusciseriatus
- Xyleborus fuscobrunneus
- Xyleborus fuscus
- Xyleborus fuyugei
- Xyleborus galeatus
- Xyleborus ganshoensis
- Xyleborus geayi
- Xyleborus geminatus
- Xyleborus gentilis
- Xyleborus germanus
- Xyleborus gezei
- Xyleborus gibber
- Xyleborus gilvipes
- Xyleborus glaber
- Xyleborus glaberrimus
- Xyleborus glabratulus
- Xyleborus glabratus
- Xyleborus glabripennis
- Xyleborus glaucus
- Xyleborus globus
- Xyleborus godmani
- Xyleborus goloanus
- Xyleborus gorggae
- Xyleborus gorontalosa
- Xyleborus gracilicornis
- Xyleborus gracilipennis
- Xyleborus gracilis
- Xyleborus granatus
- Xyleborus grandis
- Xyleborus granicollis
- Xyleborus granifer
- Xyleborus graniger
- Xyleborus granistriatus
- Xyleborus granosus
- Xyleborus granularis
- Xyleborus granulicauda
- Xyleborus granulifer
- Xyleborus granulipennis
- Xyleborus granulipes
- Xyleborus granulosus
- Xyleborus granurus
- Xyleborus gratiosus
- Xyleborus gratus
- Xyleborus gravelyi
- Xyleborus gravidus
- Xyleborus grenadensis
- Xyleborus grossmanni
- Xyleborus grossopunctatus
- Xyleborus guayanensis
- Xyleborus guineense
- Xyleborus gundlachi
- Xyleborus haberkorni
- Xyleborus haddeni
- Xyleborus haesitus
- Xyleborus hagedorni
- Xyleborus hagedornianus
- Xyleborus halli
- Xyleborus hamatus
- Xyleborus hashimotoi
- Xyleborus hastatum
- Xyleborus hatanakai
- Xyleborus hawaiiensis
- Xyleborus hembebitalei
- Xyleborus heveae
- Xyleborus hiiaka
- Xyleborus hirsutipennis
- Xyleborus hirtellus
- Xyleborus hirtipennis
- Xyleborus hirtipes
- Xyleborus hirtum
- Xyleborus hirtuosus
- Xyleborus holtzi
- Xyleborus hopeae
- Xyleborus hopkinsi
- Xyleborus horridatus
- Xyleborus horridicus
- Xyleborus horridulus
- Xyleborus horridus
- Xyleborus hova
- Xyleborus howardi
- Xyleborus howdenae
- Xyleborus huangi
- Xyleborus hubbardi
- Xyleborus hunanensis
- Xyleborus hybridus
- Xyleborus hystricoides
- Xyleborus hystrix
- Xyleborus ignobilis
- Xyleborus iheringi
- Xyleborus illepidus
- Xyleborus illustrius
- Xyleborus imbellis
- Xyleborus imitator
- Xyleborus immaturus
- Xyleborus immersus
- Xyleborus immitatrix
- Xyleborus impar
- Xyleborus impexus
- Xyleborus impressus
- Xyleborus improbus
- Xyleborus improcerus
- Xyleborus improvidus
- Xyleborus inaequalis
- Xyleborus inaffectatus
- Xyleborus inarmatus
- Xyleborus incertus
- Xyleborus inconstans
- Xyleborus inconveniens
- Xyleborus incultus
- Xyleborus incurvus
- Xyleborus indicus
- Xyleborus indigens
- Xyleborus indocorus
- Xyleborus indonesianus
- Xyleborus industrius
- Xyleborus inermis
- Xyleborus infans
- Xyleborus inferior
- Xyleborus innominatus
- Xyleborus inoblitus
- Xyleborus inopinatus
- Xyleborus insignis
- Xyleborus insitivus
- Xyleborus insolitus
- Xyleborus insularis
- Xyleborus insulindicus
- Xyleborus integer
- Xyleborus interjectus
- Xyleborus intermedius
- Xyleborus interponens
- Xyleborus interpunctatus
- Xyleborus interruptus
- Xyleborus intersetosus
- Xyleborus interstitialis
- Xyleborus intextus
- Xyleborus intricatus
- Xyleborus intrusus
- Xyleborus inurbanus
- Xyleborus ipidia
- Xyleborus irregularis
- Xyleborus ishidai
- Xyleborus itatiayaensis
- Xyleborus izuensis
- Xyleborus jaintianus
- Xyleborus jamaicensis
- Xyleborus jambolanaensis
- Xyleborus japonicus
- Xyleborus javanus
- Xyleborus jongaensis
- Xyleborus joveri
- Xyleborus jucundus
- Xyleborus judenkoi
- Xyleborus justus
- Xyleborus kadoyamaensis
- Xyleborus kaimochii
- Xyleborus kajangensis
- Xyleborus kalopanacis
- Xyleborus katangensis
- Xyleborus katoi
- Xyleborus kauaiensis
- Xyleborus kelantanum
- Xyleborus kersianus
- Xyleborus khayae
- Xyleborus khinganensis
- Xyleborus kirishimanus
- Xyleborus kivuensis
- Xyleborus klapperichi
- Xyleborus kojimai
- Xyleborus kororensis
- Xyleborus kraatzi
- Xyleborus kraunhiae
- Xyleborus kuchingensis
- Xyleborus kumamotoensis
- Xyleborus laciniatus
- Xyleborus lacunatus
- Xyleborus laetus
- Xyleborus laevipennis
- Xyleborus laevis
- Xyleborus laeviusculus
- Xyleborus lanaiensis
- Xyleborus lantanae
- Xyleborus latecarinatus
- Xyleborus latecavatus
- Xyleborus latecompressus
- Xyleborus latecornis
- Xyleborus latetruncatus
- Xyleborus laticaudatus
- Xyleborus laticeps
- Xyleborus laticollis
- Xyleborus latipennis
- Xyleborus latisulcatus
- Xyleborus lativentris
- Xyleborus latus
- Xyleborus lenis
- Xyleborus lepidus
- Xyleborus leprosulus
- Xyleborus lewekianus
- Xyleborus leverensis
- Xyleborus lewisi
- Xyleborus libra
- Xyleborus lignographus
- Xyleborus limatus
- Xyleborus linearicollis
- Xyleborus linearis
- Xyleborus lineatopunctatus
- Xyleborus lineatus
- Xyleborus littoralis
- Xyleborus loebli
- Xyleborus longehirtus
- Xyleborus longicollis
- Xyleborus longideclivis
- Xyleborus longidens
- Xyleborus longipennis
- Xyleborus longipilus
- Xyleborus longius
- Xyleborus longulus
- Xyleborus longus
- Xyleborus loricatus
- Xyleborus lubricus
- Xyleborus luctuosus
- Xyleborus lugubris
- Xyleborus luteus
- Xyleborus luzonicus
- Xyleborus macer
- Xyleborus machili
- Xyleborus macropterus
- Xyleborus madagascariensis
- Xyleborus magnificus
- Xyleborus magnispinatus
- Xyleborus magnus
- Xyleborus mahafali
- Xyleborus maiche
- Xyleborus major
- Xyleborus majusculus
- Xyleborus malayensis
- Xyleborus malgasicus
- Xyleborus malloti
- Xyleborus mamibillae
- Xyleborus mancus
- Xyleborus mangoense
- Xyleborus maniensis
- Xyleborus marcidus
- Xyleborus marginatulus
- Xyleborus marginatus
- Xyleborus marginicollis
- Xyleborus maronicus
- Xyleborus mascareniformis
- Xyleborus mascarensis
- Xyleborus mascarenus
- Xyleborus mauiensis
- Xyleborus mediocris
- Xyleborus melanarius
- Xyleborus melancranis
- Xyleborus melas
- Xyleborus melli
- Xyleborus mendosus
- Xyleborus meridensis
- Xyleborus meritus
- Xyleborus mesoleiulus
- Xyleborus mesuae
- Xyleborus metacomans
- Xyleborus metacrucifer
- Xyleborus metacuneolus
- Xyleborus metagermanus
- Xyleborus metanepotulus
- Xyleborus meuseli
- Xyleborus mexicanus
- Xyleborus micarius
- Xyleborus micrographus
- Xyleborus mimosae
- Xyleborus mimus
- Xyleborus mindanaensis
- Xyleborus minimus
- Xyleborus minor
- Xyleborus minusculus
- Xyleborus minutissimus
- Xyleborus minutus
- Xyleborus misatoensis
- Xyleborus mitosomiformis
- Xyleborus mitosomipennis
- Xyleborus mitosomus
- Xyleborus mixtus
- Xyleborus miyazakiensis
- Xyleborus mkulumusius
- Xyleborus moestus
- Xyleborus molestulus
- Xyleborus molokaiensis
- Xyleborus moluccanus
- Xyleborus monachus
- Xyleborus monographus
- Xyleborus montanus
- Xyleborus monticolus
- Xyleborus morigerus
- Xyleborus morio
- Xyleborus morosus
- Xyleborus morstatti
- Xyleborus morulus
- Xyleborus mpangae
- Xyleborus muasi
- Xyleborus mucronatoides
- Xyleborus mucronatulus
- Xyleborus mucronatus
- Xyleborus mukunyae
- Xyleborus multigranosum
- Xyleborus multipunctatus
- Xyleborus multipunctulus
- Xyleborus multispinatus
- Xyleborus mumfordi
- Xyleborus muriceus
- Xyleborus murudensis
- Xyleborus mus
- Xyleborus mussooriensis
- Xyleborus mustus
- Xyleborus mutabilis
- Xyleborus muticus
- Xyleborus mutilatus
- Xyleborus myllus
- Xyleborus myristicae
- Xyleborus nagaoensis
- Xyleborus nakazawai
- Xyleborus nameranus
- Xyleborus namibiae
- Xyleborus nandarivatus
- Xyleborus nanus
- Xyleborus natalensis
- Xyleborus neardus
- Xyleborus neglectus
- Xyleborus neivai
- Xyleborus neoadjunctus
- Xyleborus neocavipenne
- Xyleborus neocrucifer
- Xyleborus neocylindricus
- Xyleborus neogracilis
- Xyleborus neohybridus
- Xyleborus neoscabridus
- Xyleborus neosphenos
- Xyleborus neotruncatus
- Xyleborus nepocranus
- Xyleborus nepos
- Xyleborus nepotulomorphus
- Xyleborus nepotulus
- Xyleborus neptunus
- Xyleborus nesianus
- Xyleborus nevermanni
- Xyleborus niger
- Xyleborus nigericus
- Xyleborus nigrescens
- Xyleborus nigricollis
- Xyleborus nigripennis
- Xyleborus nigroaffinis
- Xyleborus nigropilosus
- Xyleborus nigrosetosus
- Xyleborus nitellus
- Xyleborus nitens
- Xyleborus nitidiloides
- Xyleborus nitidior
- Xyleborus nitidipennis
- Xyleborus nitidulus
- Xyleborus nitidus
- Xyleborus nodulosus
- Xyleborus norfolkensis
- Xyleborus nossi
- Xyleborus notatus
- Xyleborus novagranadensis
- Xyleborus novaguineanus
- Xyleborus novateutonicus
- Xyleborus novus
- Xyleborus noxius
- Xyleborus nsafukalae
- Xyleborus nubilus
- Xyleborus nudibrevis
- Xyleborus nudipennis
- Xyleborus nudus
- Xyleborus nugax
- Xyleborus nuperus
- Xyleborus nutans
- Xyleborus nuuanus
- Xyleborus nyssae
- Xyleborus oahuensis
- Xyleborus obesus
- Xyleborus obiensis
- Xyleborus oblicatus
- Xyleborus obliquesectum
- Xyleborus obliquus
- Xyleborus oblongus
- Xyleborus obscurus
- Xyleborus obstipus
- Xyleborus obtrusus
- Xyleborus obtusatus
- Xyleborus obtusicollis
- Xyleborus obtusipennis
- Xyleborus obtusitruncatus
- Xyleborus obtusus
- Xyleborus ocellatus
- Xyleborus octiesdentatus
- Xyleborus octospinosus
- Xyleborus ohausi
- Xyleborus ohnoi
- Xyleborus ohtoensis
- Xyleborus okinosenensis
- Xyleborus okoumeensis
- Xyleborus ominosus
- Xyleborus omissus
- Xyleborus oneratus
- Xyleborus onerosus
- Xyleborus onoharaensis
- Xyleborus opacicauda
- Xyleborus opacithorax
- Xyleborus opalescens
- Xyleborus oparunus
- Xyleborus operosus
- Xyleborus opimatum
- Xyleborus opimulus
- Xyleborus opimus
- Xyleborus optatus
- Xyleborus opulentus
- Xyleborus oralis
- Xyleborus orbatus
- Xyleborus orbicaudatus
- Xyleborus orbiculatus
- Xyleborus orbus
- Xyleborus orientalis
- Xyleborus osumiensis
- Xyleborus ovalicollis
- Xyleborus ovatus
- Xyleborus pacificus
- Xyleborus palatus
- Xyleborus palembangensis
- Xyleborus pallidipennis
- Xyleborus pandae
- Xyleborus pandulus
- Xyleborus papatrae
- Xyleborus papuanus
- Xyleborus paradoxus
- Xyleborus paraguayensis
- Xyleborus parallelocollis
- Xyleborus parallelus
- Xyleborus parcellus
- Xyleborus pardous
- Xyleborus parinarie
- Xyleborus partitus
- Xyleborus parvior
- Xyleborus parvipunctatus
- Xyleborus parvispinosus
- Xyleborus parvulus
- Xyleborus parvus
- Xyleborus pecanus
- Xyleborus pedella
- Xyleborus peguensis
- Xyleborus pele
- Xyleborus peliciformis
- Xyleborus pelliculosus
- Xyleborus penicillatus
- Xyleborus pentaclethrae
- Xyleborus perakensis
- Xyleborus peramploides
- Xyleborus peramplus
- Xyleborus perbrevis
- Xyleborus percorthyloides
- Xyleborus percorthylus
- Xyleborus percristatus
- Xyleborus percuneolus
- Xyleborus perdeclivis
- Xyleborus perdiligens
- Xyleborus perdix
- Xyleborus perebeae
- Xyleborus peregrinus
- Xyleborus perexiguus
- Xyleborus perforans
- Xyleborus perlaetus
- Xyleborus perlongus
- Xyleborus permarginatus
- Xyleborus perminor
- Xyleborus perminutissimus
- Xyleborus pernitidus
- Xyleborus pernotus
- Xyleborus perorientalis
- Xyleborus perparva
- Xyleborus perpilosellum
- Xyleborus perplexus
- Xyleborus perpunctatus
- Xyleborus perpusillus
- Xyleborus perquadrispinosus
- Xyleborus persimilis
- Xyleborus persphenos
- Xyleborus perspinidens
- Xyleborus perspinifer
- Xyleborus pertortuosus
- Xyleborus pertuberculatus
- Xyleborus peruvianus
- Xyleborus perversus
- Xyleborus pfeili
- Xyleborus philippinensis
- Xyleborus picinus
- Xyleborus pileatulus
- Xyleborus pilifer
- Xyleborus pilipenne
- Xyleborus pilipunctatus
- Xyleborus pilosellus
- Xyleborus pilosulum
- Xyleborus pilosus
- Xyleborus pinguis
- Xyleborus pini
- Xyleborus pinicola
- Xyleborus pinivorus
- Xyleborus pithecolobius
- Xyleborus pityogenes
- Xyleborus plagiatus
- Xyleborus planicollis
- Xyleborus planipennis
- Xyleborus planodeclivis
- Xyleborus planotruncatum
- Xyleborus platyurus
- Xyleborus pleiades
- Xyleborus politus
- Xyleborus polyalthiae
- Xyleborus polyodon
- Xyleborus pometianus
- Xyleborus popondettae
- Xyleborus populi
- Xyleborus posticegranulatus
- Xyleborus posticepilosus
- Xyleborus posticespinatum
- Xyleborus posticestriatus
- Xyleborus posticoides
- Xyleborus posticus
- Xyleborus potens
- Xyleborus pourriensis
- Xyleborus praecursor
- Xyleborus praestans
- Xyleborus praeusta
- Xyleborus praevius
- Xyleborus princeps
- Xyleborus principalis
- Xyleborus priscus
- Xyleborus pristis
- Xyleborus privatus
- Xyleborus procer
- Xyleborus procerior
- Xyleborus procerrimus
- Xyleborus procerrissimus
- Xyleborus productus
- Xyleborus profondus
- Xyleborus prolatus
- Xyleborus prolixus
- Xyleborus pronunciatus
- Xyleborus propinquus
- Xyleborus protensus
- Xyleborus protii
- Xyleborus protinus
- Xyleborus proximus
- Xyleborus pruinosulus
- Xyleborus pruinosum
- Xyleborus psaltes
- Xyleborus pseudoambasius
- Xyleborus pseudoangustatus
- Xyleborus pseudobarbatus
- Xyleborus pseudobrasiliensis
- Xyleborus pseudocitri
- Xyleborus pseudococcotrypes
- Xyleborus pseudocolossus
- Xyleborus pseudocomans
- Xyleborus pseudocrucifer
- Xyleborus pseudocylindricus
- Xyleborus pseudofoersteri
- Xyleborus pseudogracilis
- Xyleborus pseudohystrix
- Xyleborus pseudomajor
- Xyleborus pseudopilifer
- Xyleborus pseudopityogenes
- Xyleborus pseudoprocer
- Xyleborus pseudopunctulus
- Xyleborus pseudorudis
- Xyleborus pseudosolidus
- Xyleborus pseudosolitarius
- Xyleborus pseudotenuis
- Xyleborus pseudovalidus
- Xyleborus puberulus
- Xyleborus pubescens
- Xyleborus pubifer
- Xyleborus pubipennis
- Xyleborus puer
- Xyleborus pulchripes
- Xyleborus pulcnerrimus
- Xyleborus pulla
- Xyleborus pumilus
- Xyleborus punctatissimus
- Xyleborus punctatopilosum
- Xyleborus punctatum
- Xyleborus punctilicolle
- Xyleborus punctipennis
- Xyleborus punctulatus
- Xyleborus pusillus
- Xyleborus pusio
- Xyleborus putputensis
- Xyleborus pygmaeus
- Xyleborus quadraticollis
- Xyleborus quadratus
- Xyleborus quadricostata
- Xyleborus quadricuspe
- Xyleborus quadridens
- Xyleborus quadridentatus
- Xyleborus quadrisignatus
- Xyleborus quadrispinis
- Xyleborus quadrispinosulus
- Xyleborus quadrispinosus
- Xyleborus quasimodo
- Xyleborus quercicola
- Xyleborus quercus
- Xyleborus rameus
- Xyleborus ramulorum
- Xyleborus rapandus
- Xyleborus rapanus
- Xyleborus raucus
- Xyleborus recidens
- Xyleborus reconditus
- Xyleborus repositus
- Xyleborus resecans
- Xyleborus resectus
- Xyleborus resinosus
- Xyleborus restrictus
- Xyleborus retrusus
- Xyleborus retusicollis
- Xyleborus retusiformis
- Xyleborus retusus
- Xyleborus reunionis
- Xyleborus revocabile
- Xyleborus rhodesianus
- Xyleborus ricini
- Xyleborus riehli
- Xyleborus rileyi
- Xyleborus rimulosus
- Xyleborus robertsi
- Xyleborus robustipennis
- Xyleborus robustulus
- Xyleborus robustus
- Xyleborus rodgeri
- Xyleborus rosseli
- Xyleborus rothkirchi
- Xyleborus rotundicollis
- Xyleborus ruandae
- Xyleborus ruber
- Xyleborus rubricollis
- Xyleborus rudis
- Xyleborus rufipes
- Xyleborus rufithorax
- Xyleborus rufobrunneus
- Xyleborus rufoniger
- Xyleborus rufonitidum
- Xyleborus rufopiceus
- Xyleborus rufus
- Xyleborus rugatus
- Xyleborus rugicollis
- Xyleborus rugipennis
- Xyleborus rugosipennis
- Xyleborus rugosus
- Xyleborus rugulosus
- Xyleborus russulus
- Xyleborus rusticus
- Xyleborus sacchari
- Xyleborus sakalava
- Xyleborus sakoae
- Xyleborus salvini
- Xyleborus sampsoni
- Xyleborus sandragotoensis
- Xyleborus sanguinicollis
- Xyleborus sarawakensis
- Xyleborus sartor
- Xyleborus satoi
- Xyleborus sauropteroides
- Xyleborus sauropterus
- Xyleborus sayi
- Xyleborus scaber
- Xyleborus scabratus
- Xyleborus scabricollis
- Xyleborus scabridus
- Xyleborus scabrior
- Xyleborus scabripennis
- Xyleborus scalaris
- Xyleborus scalptor
- Xyleborus scapulare
- Xyleborus schaufussi
- Xyleborus schedli
- Xyleborus schildi
- Xyleborus schizolobius
- Xyleborus schlichi
- Xyleborus schoenherri
- Xyleborus schoutedeni
- Xyleborus schreineri
- Xyleborus schultzei
- Xyleborus schwarzi
- Xyleborus sclerocaryae
- Xyleborus scobinatus
- Xyleborus scopulorum
- Xyleborus scorpium
- Xyleborus sculptilis
- Xyleborus seiryorensis
- Xyleborus sejugatus
- Xyleborus semicarinatus
- Xyleborus semicircularis
- Xyleborus semicostatus
- Xyleborus semiermis
- Xyleborus semigranosus
- Xyleborus semigranulatus
- Xyleborus seminitens
- Xyleborus semiopacus
- Xyleborus semipilosus
- Xyleborus semipolitus
- Xyleborus semipunctatus
- Xyleborus semirudis
- Xyleborus semirufus
- Xyleborus semistriatus
- Xyleborus semitruncatus
- Xyleborus senchalensis
- Xyleborus sentosus
- Xyleborus separandus
- Xyleborus septentrionalis
- Xyleborus sereinuus
- Xyleborus seriatus
- Xyleborus serratus
- Xyleborus setosus
- Xyleborus setulosus
- Xyleborus sexdentatus
- Xyleborus sexnotatus
- Xyleborus sexspinatum
- Xyleborus sextuberculatus
- Xyleborus sharpae
- Xyleborus sharpi
- Xyleborus shionomisakiensis
- Xyleborus shiva
- Xyleborus shoreae
- Xyleborus sibsagaricus
- Xyleborus siclus
- Xyleborus siginis
- Xyleborus signatipennis
- Xyleborus signatus
- Xyleborus signiceps
- Xyleborus signifer
- Xyleborus silvestris
- Xyleborus similans
- Xyleborus similaris
- Xyleborus similis
- Xyleborus simillimus
- Xyleborus simulatus
- Xyleborus sinensis
- Xyleborus siobanus
- Xyleborus siporanus
- Xyleborus sirambeanus
- Xyleborus sisyrnophorum
- Xyleborus sobrinus
- Xyleborus societatis
- Xyleborus solidus
- Xyleborus solitariceps
- Xyleborus solitariformis
- Xyleborus solitarinus
- Xyleborus solitaripennis
- Xyleborus solitarius
- Xyleborus solomonicus
- Xyleborus soltaui
- Xyleborus solutus
- Xyleborus sordicaudulus
- Xyleborus sparsipilosus
- Xyleborus sparsus
- Xyleborus spathipennis
- Xyleborus spatulatus
- Xyleborus speciosus
- Xyleborus sphenos
- Xyleborus spicatulus
- Xyleborus spicatus
- Xyleborus spiculatulus
- Xyleborus spiculatus
- Xyleborus spinachius
- Xyleborus spinatus
- Xyleborus spinibarbe
- Xyleborus spinicornis
- Xyleborus spinidens
- Xyleborus spinifer
- Xyleborus spiniger
- Xyleborus spinipennis
- Xyleborus spinipes
- Xyleborus spinosulus
- Xyleborus spinosus
- Xyleborus spinulosus
- Xyleborus splendidus
- Xyleborus squamatilis
- Xyleborus squamulatus
- Xyleborus squamulosus
- Xyleborus starki
- Xyleborus stenographus
- Xyleborus striatotruncatus
- Xyleborus striatulus
- Xyleborus strohmeyeri
- Xyleborus strombiformis
- Xyleborus strombosiopsis
- Xyleborus suaui
- Xyleborus subadjunctus
- Xyleborus subaffinis
- Xyleborus subagnatus
- Xyleborus subasperulus
- Xyleborus subcarinulatus
- Xyleborus subcostatus
- Xyleborus subcrenulatus
- Xyleborus subcribrosus
- Xyleborus subdentatulus
- Xyleborus subdentatus
- Xyleborus subdepressus
- Xyleborus subdolosus
- Xyleborus subductus
- Xyleborus subemarginatus
- Xyleborus subgranosus
- Xyleborus subgranulatus
- Xyleborus subitus
- Xyleborus sublinearis
- Xyleborus sublongus
- Xyleborus submarginatus
- Xyleborus submolestus
- Xyleborus submontanus
- Xyleborus subnepotulus
- Xyleborus subobtusum
- Xyleborus subparallelus
- Xyleborus subplanatus
- Xyleborus subpruinosus
- Xyleborus subsimiliformis
- Xyleborus subsimilis
- Xyleborus subspinosus
- Xyleborus subsulcatus
- Xyleborus subtilis
- Xyleborus subtruncatus
- Xyleborus subtuberculatus
- Xyleborus sulcaticeps
- Xyleborus sulcatulus
- Xyleborus sulcatus
- Xyleborus sulcicauda
- Xyleborus sulcinoides
- Xyleborus sulcipenne
- Xyleborus sumatranus
- Xyleborus sundaensis
- Xyleborus superbulus
- Xyleborus superbus
- Xyleborus sus
- Xyleborus suturalis
- Xyleborus swezeyi
- Xyleborus syzygii
- Xyleborus szentivanyi
- Xyleborus taboensis
- Xyleborus tachygraphus
- Xyleborus taichuensis
- Xyleborus taitonus
- Xyleborus taiwanensis
- Xyleborus takeharai
- Xyleborus takinoyensis
- Xyleborus talumalai
- Xyleborus tanganjikaensis
- Xyleborus tanganus
- Xyleborus tanibe
- Xyleborus tantalus
- Xyleborus tapatapaoensis
- Xyleborus taxicornis
- Xyleborus tecleae
- Xyleborus tectonae
- Xyleborus tectus
- Xyleborus tegalensis
- Xyleborus temetiuicus
- Xyleborus tenebrosus
- Xyleborus tenella
- Xyleborus tenellus
- Xyleborus teninabani
- Xyleborus tenuigraphum
- Xyleborus tenuipennis
- Xyleborus tenuis
- Xyleborus tereticollis
- Xyleborus terminatus
- Xyleborus testudo
- Xyleborus tetracanthus
- Xyleborus theae
- Xyleborus timidus
- Xyleborus tinnitus
- Xyleborus titubanter
- Xyleborus todo
- Xyleborus tolimanus
- Xyleborus tomentosus
- Xyleborus tomicoides
- Xyleborus tonkinensis
- Xyleborus tonsus
- Xyleborus torquatus
- Xyleborus tortuosus
- Xyleborus transitus
- Xyleborus trapezicollis
- Xyleborus trepanicauda
- Xyleborus triangi
- Xyleborus triangularis
- Xyleborus tribulatus
- Xyleborus trinidadensis
- Xyleborus trispinatus
- Xyleborus tristiculus
- Xyleborus tristis
- Xyleborus triton
- Xyleborus trolaki
- Xyleborus tropicus
- Xyleborus truncatellus
- Xyleborus truncaticauda
- Xyleborus truncatiferus
- Xyleborus truncatiformis
- Xyleborus truncatipennis
- Xyleborus truncatulus
- Xyleborus truncatus
- Xyleborus trux
- Xyleborus tsukubanus
- Xyleborus tuberculifer
- Xyleborus tuberculosissimum
- Xyleborus tuberculosus
- Xyleborus tumidus
- Xyleborus tumucensis
- Xyleborus tunggali
- Xyleborus turbineus
- Xyleborus turgidus
- Xyleborus turraeanthus
- Xyleborus ugandaensis
- Xyleborus umbratulus
- Xyleborus umbratum
- Xyleborus uncatus
- Xyleborus undatus
- Xyleborus undulata
- Xyleborus unimodus
- Xyleborus uniseriatus
- Xyleborus upoluensis
- Xyleborus urichi
- Xyleborus ursa
- Xyleborus ursinus
- Xyleborus ursulus
- Xyleborus ursus
- Xyleborus usagaricus
- Xyleborus usitata
- Xyleborus usticus
- Xyleborus ustulatus
- Xyleborus ustus
- Xyleborus vafra
- Xyleborus vagabundus
- Xyleborus vagans
- Xyleborus wakayamensis
- Xyleborus validicornis
- Xyleborus validus
- Xyleborus wallacei
- Xyleborus vanrynae
- Xyleborus variabilis
- Xyleborus variipennis
- Xyleborus varulus
- Xyleborus webbi
- Xyleborus velatus
- Xyleborus venustulus
- Xyleborus verax
- Xyleborus vernaculus
- Xyleborus versicolor
- Xyleborus vespatorius
- Xyleborus vestigator
- Xyleborus vexans
- Xyleborus whitfordiodendrus
- Xyleborus whitteni
- Xyleborus viaticus
- Xyleborus vicarius
- Xyleborus vicinus
- Xyleborus viduus
- Xyleborus vigilans
- Xyleborus wilderi
- Xyleborus villosulus
- Xyleborus villosus
- Xyleborus viruensis
- Xyleborus vismiae
- Xyleborus vitiosus
- Xyleborus voarotrae
- Xyleborus volvulus
- Xyleborus woodi
- Xyleborus vulcanus
- Xyleborus vulpina
- Xyleborus xanthophyllus
- Xyleborus xanthopus
- Xyleborus xylocranellus
- Xyleborus xylographus
- Xyleborus xyloteroides
- Xyleborus xylotrupes
- Xyleborus yakushimanus
- Xyleborus zicsii